# Paramignya longipedunculata
Paramignya longipedunculata är en vinruteväxtart som beskrevs av Elmer Drew Merrill. Paramignya longipedunculata ingår i släktet Paramignya och familjen vinruteväxter. Inga underarter finns listade i Catalogue of Life.